# Asfixia (deportes)
En los deportes, la asfixia es la incapacidad de una persona o personas de actuar o comportarse como se anticipó o se esperaba. Esto puede ocurrir en un juego o torneo en el que son fuertemente favoritos para ganar, o en un caso en el que tienen una gran ventaja que desperdician en las últimas etapas del evento. También puede referirse a fallos repetidos en un mismo evento, o simplemente implicar un fallo inesperado cuando el evento es más importante de lo habitual.
La mayoría de los atletas experimentan cambios físicos y mentales durante las etapas de mayor tensión en la competencia. Pueden cambiar su estrategia como mecanismo de afrontamiento y, como resultado, jugar con más cautela. En los casos en los que esta estrategia falla, un jugador o equipo muchos pierden la confianza hasta el punto de entrar en pánico, donde son incapaces de completar las tareas más rudimentarias. El atragantamiento en el deporte puede considerarse una forma de parálisis de análisis.
El término en sí es a menudo un término sobreutilizado, o incluso burlón, en el mundo del deporte, donde el estatus de "estrangulador" podría asignarse a un equipo o jugador que simplemente tuvo mala suerte. También existe un doble rasero en el que el estatus de estrangulamiento no se asigna a jugadores o equipos que se desempeñan mal bajo presión pero que de alguna manera aún son capaces de ganar, sino que el estrangulamiento podría asignarse a jugadores o equipos que se desempeñan bien bajo presión pero aun así pierden. El término "embrague" está ganando popularidad para describir lo contrario de asfixia.

## Asfixia
La asfixia bajo presión disminuye el nivel estándar de rendimiento deportivo de un atleta cuando puede estar en su máximo rendimiento. Los síntomas de asfixia pueden incluir tensión de los músculos, un mayor nivel de ansiedad y una disminución de la confianza en uno mismo. La asfixia puede hacer que el atleta se sienta avergonzado o frustrado.[cita requerida]

## Causas
A veces, la asfixia se produce cuando un atleta se distrae, sus pensamientos se vuelven negativos o improductivos y cuando se preocupa por cosas que no puede controlar. La ansiedad se acumula a partir de un diálogo interno negativo y de dudas que conducen a la asfixia. La fuente de presión puede variar, lo que hace que la asfixia se manifieste de diferentes maneras. En algunos casos, el primer partido de un jugador o equipo, o una gran ocasión, pueden generar una ansiedad similar al miedo escénico, que puede resultar en un mal comienzo o en ser el receptor de una derrota. En otros casos, la cercanía de la victoria genera una mayor ansiedad, que a su vez puede provocar una pérdida dramática..[cita requerida]
En el caótico escenario de una competición deportiva, a veces es difícil identificar si un jugador o equipo ha entrado en pánico o simplemente ha sido víctima de un fuerte remate de sus oponentes. Muchos atletas restan importancia públicamente a cualquier idea de pérdida de valor, para evitar que se vea como una debilidad..[cita requerida]

### Teoría del seguimiento explícito
La teoría del seguimiento explícito proporciona una explicación del bajo rendimiento de los atletas en el momento preciso en el que necesitan estar en su mejor momento. Sian Beilock y Tom Carr sugieren que “la presión aumenta la timidez y la ansiedad por desempeñarse correctamente, lo que aumenta la atención prestada a los procesos de habilidades y su control paso a paso. Se cree que prestar atención a la ejecución en este nivel paso a paso altera las actuaciones bien aprendidas o procedimentales”.

### Teoría de la distracción
La teoría de la distracción fue sugerida por primera vez por Wine  para explicar el bajo rendimiento en situaciones de presión de rendimiento. Los teóricos de la distracción sostienen que la presión crea una situación de tarea dual que desvía la atención de la tarea en cuestión. Luego, la atención se centra en estímulos irrelevantes como preocupaciones, expectativas sociales y ansiedad. Wine probó por primera vez su hipótesis con pruebas académicas, pero desde entonces se ha aplicado al atletismo.
Las investigaciones han descubierto que la teoría de la distracción se respalda en situaciones en las que se utiliza la memoria de trabajo para analizar y tomar decisiones rápidamente. La memoria a corto plazo se utiliza para mantener estímulos relevantes y bloquear información irrelevante en relación con la tarea en cuestión.
Un estudio de la Universidad de Arizona analizó cómo los atletas de diferentes niveles de experiencia respondieron a la distracción y al autoanálisis, y encontró que los jugadores de béisbol novatos tenían más probabilidades de ver una caída en el rendimiento debido a un ruido que los distraía. Sin embargo, también encontró que los jugadores más experimentados eran más susceptibles a tener un rendimiento deficiente cuando se les pedía que se concentraran en su técnica.

### Teoría del autoenfoque
Esta teoría predice que una disminución en el rendimiento se debe a que la atención se desplaza hacia la ejecución del movimiento. Cualquier combinación de factores que aumenten la importancia del desempeño se considera presión de desempeño. La teoría del autoenfoque de Baumeister sugiere que responder a la presión del desempeño puede conducir a un aumento de la autoconciencia que luego resulta en asfixia. Hay más atención en los componentes motores del rendimiento, controlando conscientemente los movimientos con un control paso a paso.

### Teoría de la eficiencia del procesamiento (PET)
La ansiedad provoca un cambio en la atención del atleta hacia el pensamiento de las consecuencias del rendimiento y el fracaso. Un aumento de la preocupación disminuye los recursos de atención. Según PET, los atletas ponen un esfuerzo extra en su rendimiento cuando están bajo presión, para eliminar el rendimiento negativo. Eysenck y Calvo descubrieron que la eficiencia del procesamiento se ve afectada más por la ansiedad negativa que por la efectividad del desempeño. La eficiencia es la relación entre la calidad del desempeño de la tarea y el esfuerzo invertido en el desempeño de la tarea.

### Teoría del control atencional (ACT)
Eysenck y Calvo desarrollaron ACT, una extensión de PET, con la hipótesis de que un individuo dirige su atención a estímulos irrelevantes. El estrés y la presión provocan un aumento del sistema impulsado por estímulos y una disminución del sistema dirigido a objetivos. La alteración del equilibrio entre estos dos sistemas hace que el individuo responda a estímulos destacados en lugar de centrarse en los objetivos actuales. ACT identifica las funciones ejecutivas centrales básicas de inhibición y cambio, que se ven afectadas por la ansiedad. La inhibición es la capacidad de minimizar las distracciones causadas por estímulos irrelevantes. El cambio requiere adaptarse a los cambios en el control de la atención. Alternar entre conjuntos mentales debido a las exigencias de la tarea.

### Modelo de umbral de atención
Según el modelo de umbral de atención, una disminución del rendimiento se produce cuando se excede el umbral de capacidad de atención. Este modelo combina tanto los modelos de autoenfoque como los modelos de distracción. La combinación de preocupación y concentración en uno mismo provoca una disminución del rendimiento. El modelo de umbral atencional sugiere que la asfixia es un proceso complejo que involucra factores cognitivos, emocionales y atencionales.

## Factores contribuyentes
Los factores de asfixia pueden incluir responsabilidad individual, expectativas, mala preparación, confianza en uno mismo, errores físicos/mentales, juegos/momentos importantes y acciones del oponente..[cita requerida]

### Miedo a la evaluación negativa
FNE es una característica psicológica que aumenta la ansiedad bajo alta presión. Crea aprensión sobre las evaluaciones de los demás o las expectativas de uno mismo. FNE es similar al motivo para evitar fallas (MaF) . La necesidad de evitar valoraciones negativas de los demás, evitar errores y evitar comparaciones negativas con otros jugadores.

### Presencia de una audiencia
La presencia de padres, entrenadores, medios de comunicación o cazatalentos puede aumentar la presión y provocar asfixia. Un atleta quiere rendir al máximo mientras es observado y tratar de no cometer ningún error aumenta la presión a la que se encuentra.

### Autoconfianza
Tener demasiada confianza puede hacer que la negatividad se apodere de ti rápidamente. No esperar que suceda algo negativo puede provocar un asfixia. Tener poca confianza en uno mismo lleva a cometer más errores, porque no crees que puedas hacer nada.
Un estudio realizado por Wang, Marchant, Morris y Gibbs (2004) encontró un desempeño deficiente asociado con individuos muy conscientes de sí mismos. Un individuo con alta autoconciencia centra su atención en pensamientos relacionados con la tarea (es decir, "¿Di un paso correcto?") y en preocupaciones externas (es decir, "¿se reirá la gente si me equivoco?"). Los individuos con baja conciencia de sí mismos pueden dirigir su atención hacia afuera o hacia adentro porque las preocupaciones sobre sí mismos no dominan su pensamiento.

### Experiencia y habilidad
Un estudio realizado por Klein Teeselink, Potter van Loon, Van den Assem y Van Dolder (2018) encontró que los jugadores de dardos profesionales son sustancialmente menos susceptibles de asfixiarse que los aficionados y los jóvenes.

## Asfixia y zona individual de óptimo funcionamiento
Según la teoría de las zonas individuales de funcionamiento óptimo (IZOF), propuesta por el psicólogo social y deportivo ruso Yuri Hanin como un ejemplo de la ley de Yerkes-Dodson descubierta anteriormente, el mejor rendimiento de un individuo se produce cuando su nivel de ansiedad se encuentra en una determinada zona de funcionamiento. estado óptimo de ansiedad o afecto. Demasiada o muy poca ansiedad puede provocar una disminución del rendimiento. Determinar el nivel óptimo de ansiedad del estado previo al inicio de los atletas conduce a alcanzar y mantener ese nivel durante toda la actuación.
Puede producirse asfixia si el deportista se encuentra fuera de su zona de ansiedad. Programas como IZOF ayudan a identificar la zona de ansiedad de un atleta creando un equilibrio entre la excitación y la ansiedad somática. La baja excitación puede llevar a una atención amplia que capta señales irrelevantes y relevantes. Una alta excitación puede crear poca atención y hacer que se pierdan señales importantes.
Por ejemplo, un portero de lacrosse con baja excitación puede centrarse más en si un cazatalentos universitario lo está observando o no, en lugar de centrarse en el oponente que está a punto de anotarle. Un portero de lacrosse con gran excitación puede centrarse más en la posición del palo del oponente que en la posición del cuerpo del oponente, lo que hace que dé un paso en la dirección equivocada..[cita requerida]

## Asfixia y ansiedad escénica en deportistas masculinos y femeninos
Se han realizado varios estudios que investigan la ansiedad por el rendimiento en atletas masculinos y femeninos. En un estudio que investigó la ansiedad por el rendimiento con énfasis en el género y el deporte practicado, 601 atletas portugueses (172 mujeres y 429 hombres) de edades comprendidas entre 12 y 47 años compitieron en una variedad de deportes individuales y de equipo. Los atletas compitieron con la versión portuguesa de la Escala de Ansiedad Deportiva (SAS-2), que tenía preguntas diseñadas para reflejar lo que los atletas jóvenes podrían haber sentido antes o durante la competencia deportiva. La escala es una medida de ansiedad relacionada con el deporte que considera tanto la ansiedad cognitiva como la ansiedad somática. Algunos ejemplos de estos elementos que estaban en la evaluación incluyen "Mi cuerpo se siente tenso" o "Pierdo la concentración en el juego". Se realizaron varios análisis estadísticos para comprender las implicaciones de los datos y se observaron diferencias significativas entre los atletas masculinos y femeninos. Las deportistas presentaron niveles notablemente más altos de ansiedad deportiva general en comparación con los hombres del estudio. Los resultados de esta investigación proporcionaron evidencia de que la ansiedad relacionada con el deporte aparece en los resultados de las encuestas en diferentes magnitudes según el género, y las atletas están más ansiosas por su rendimiento.
Otro artículo se centró en los objetivos de logro de los deportistas junto con el género y su ansiedad en los deportes de élite nacional. En este estudio, se analizaron los roles de la orientación al logro, la percepción del clima motivacional y la capacidad percibida en la ansiedad rasgo de desempeño en una muestra de atletas de élite a nivel nacional en un esfuerzo por comprender las diferencias de género en estos rasgos. El método incluyó resultados de 189 atletas noruegos. Esto incluyó a 101 atletas masculinos y 89 femeninos, todos los cuales participaron en deportes individuales y completaron medidas de los roles enumerados anteriormente. Los resultados de este estudio permitieron a los investigadores descubrir que los atletas masculinos y femeninos tenían orientaciones de logro y percepciones similares del clima de motivación. Sin embargo, aunque los resultados de la capacidad percibida habían predicho inicialmente que las mujeres tendrían menos ansiedad por el desempeño, las mujeres aún reportaron niveles más altos de desempeño y ansiedad somática y estaban menos concentradas en general.
También se completó un estudio con deportistas de atletismo de secundaria y universidad que analizó la ansiedad y la confianza cognitiva y somática y su impacto en el género y las características competitivas. Los 216 atletas completaron una encuesta llamada Inventario de Ansiedad del Estado Competitivo-2 (CSAI-2) dentro de los 20 minutos posteriores a cada evento en el que compitieron en una competencia de relevos de alto nivel. El estudio reveló que los atletas masculinos tenían menor ansiedad somática y mayor confianza en sí mismos que sus contrapartes femeninas. Los resultados de este estudio realizado en Estados Unidos respaldan los hallazgos discutidos anteriormente tanto en Portugal como en Noruega de que las atletas reportan más rendimiento y ansiedad relacionada con el deporte que los atletas masculinos, lo que muestra que las investigaciones de varias poblaciones en todo el mundo parecen alinearse en términos de los resultados de cada una. estudiar. Esto permite sacar conclusiones similares sobre la ansiedad en los deportistas en función del género, ya que en cada estudio las deportistas muestran más ansiedad por el rendimiento que sus homólogos masculinos y esta correlación aparece en todos los deportes analizados..[cita requerida]

## Ejemplos de atragantamiento en el deporte

### Fútbol americano
En un enfrentamiento de playoffs comodín entre los Buffalo Bills y los Houston Oilers el 3 de enero de 1993, los Oilers perdieron una ventaja de 32 puntos  para perder en tiempo extra, la ventaja desperdiciada más grande en un juego de playoffs en la historia de la NFL y la segunda. más grande en general después de que los Indianapolis Colts desperdiciara una ventaja de 33 puntos ante los Minnesota Vikings en un juego de la temporada regular de la semana 15 en 2022. Este juego se conoce hasta el día de hoy como The Comeback, o localmente en Houston como The Choke.
En el Super Bowl LI, los Atlanta Falcons perdieron ante los New England Patriots en tiempo extra después de mantener una ventaja de 28-3 en el tercer cuarto.

### Asociación de Futbol
La selección de fútbol de Inglaterra se ha destacado en los últimos 30 años especialmente por su bajo rendimiento en los grandes torneos y por su falta de éxito en las tandas de penales.
En la final de 2005, el AC Milan perdió en los penaltis tras ir al descanso con una ventaja de 3-0. El partido fue apodado el "Milagro de Estambul", y el Liverpool anotó tres goles en seis minutos para empatar. Andriy Shevchenko vio su penal decisivo detenido por Jerzy Dudek para decidir el partido.
En la primera ronda eliminatoria de la Liga de Campeones de la UEFA 2016-17, el Paris Saint-Germain FC perdió una ventaja global de 4 goles ante el FC Barcelona . El PSG había ganado el partido de ida en casa por 4-0 y había marcado un gol a domicilio en el Camp Nou para liderar 5-3 en el global después de 88 minutos. Sin embargo, dos goles tardíos de Neymar y un gol de Sergi Roberto en el tiempo de descuento le dieron al Barcelona una victoria por 6-1 esa noche y un triunfo global de 6-5. Algunos comentaristas lo han calificado como uno de los mayores obstáculos en la historia del fútbol.
En la jornada 3 de la temporada 2022/23 de la Bundesliga, el Borussia Dortmund se atragantó ante el Werder Bremen, que acaba de ascender de 2. Bundesliga . El Dortmund estuvo ganando 2-0 durante 88 minutos, pero aun así logró perder el partido.

### Reglas australianas de futbol
Aunque Collingwood Football Club es uno de los equipos más exitosos de la AFL, entre sus títulos en 1958 y 1990, perdió 8 Grandes Finales consecutivas. En particular, perdieron una ventaja de 44 puntos en la Gran Final de 1970 ante Carlton, la segunda mayor ventaja perdida en la historia de la AFL. También perdieron anteriormente ante St Kilda en 1966 por un solo punto, y luego perdieron la Gran Final de 1977 en una repetición ante North Melbourne, después de haber empatado el primer partido. Su desafortunada racha fue apodada "The Collywobbles".

### Béisbol
En 2004, los Yankees de Nueva York ganaron los primeros tres juegos de la Serie de Campeonato de la Liga Americana sobre los Medias Rojas de Boston y mantuvieron una ventaja de 4-3 en la parte baja de la novena entrada en el Juego 4, necesitando tres outs para avanzar a la Serie Mundial. . El cerrador Mariano Rivera concedió una base por bolas y un sencillo que permitió la carrera del empate, y los Medias Rojas ganaron con un jonrón de David Ortiz en la 12ª entrada. Los Yankees perdieron los siguientes tres juegos para convertirse en el primer equipo en la historia del béisbol en perder una serie al mejor de siete después de liderar tres juegos a cero.

### Cricket
Sudáfrica sufrió derrotas sorprendentes contra las Indias Occidentales en 1996 y Nueva Zelanda en 2011 y 2015. La victoria de Sudáfrica en el Trofeo ICC KnockOut de 1998 sigue siendo su única victoria en un torneo internacional hasta la fecha..[cita requerida]
En la final del Champions Trophy de 2013 contra India, Inglaterra bateó en segundo lugar y llegó a una posición en la que solo necesitaba 20 carreras de las últimas 16 bolas, con seis ventanillas en la mano, pero perdió cuatro ventanillas en el espacio de ocho bolas y perdió el partido por cinco. carreras.

### Dardos
Peter Wright falló seis dardos en la final de la Premier League Darts de 2017 contra el campeón mundial Michael van Gerwen, y finalmente perdió el partido y renunció a las £ 250 000 en premios que lo acompañaban. Un análisis de decenas de miles de partidos de dardos realizado por Klein Teeselink, Potter van Loon, Van den Assem y Van Dolder (2018) mostró que se trata de un fenómeno general: los jugadores de dardos amateurs y jóvenes muestran una disminución considerable de su rendimiento en los momentos decisivos. Sin embargo, se descubrió que los jugadores profesionales eran menos susceptibles a asfixiarse bajo presión.

### Golf
Greg Norman lideraba el Torneo de Maestros de 1996 por seis golpes después de tres rondas, pero anotó un 6 sobre par 78 para permitir que Nick Faldo ganara por cinco golpes, con un 5 bajo par 67.
Jean van de Velde sólo necesitó un doble bogey 6 para ganar el Abierto Británico de 1999. En cambio, anotó un triple bogey 7 en el hoyo 18 y entró en un desempate que perdió.
Rory McIlroy lideró el Torneo Masters 2011 desde el inicio del torneo, y lideraba por 4 golpes antes de la ronda final, pero terminó cayendo entre los diez primeros del torneo, luego de perder seis tiros en tres hoyos en las etapas finales.
Ejemplos de putts fallidos relativamente cortos que costaron a los jugadores las mayores victorias de sus carreras incluyen el fallo de Doug Sanders en el Open Championship en 1970 y el fallo de Scott Hoch en el Masters de Estados Unidos en 1989. Después de este último, el jugador a veces era conocido cruelmente como "Hoch the Choke".

### Hockey sobre hielo
Cuatro equipos de la NHL tomaron una ventaja de 3-0 en la serie en los playoffs de la Copa Stanley, solo para perder 4-3 en la serie al mejor de siete: los Detroit Red Wings de 1942, los Pittsburgh Penguins de 1975, los Boston Bruins de 2010 y los San José de 2014. Tiburones.
En el tercer juego de la primera ronda de las eliminatorias de la Copa Stanley de 1982, los muy favorecidos Edmonton Oilers, liderados por la leyenda de la NHL Wayne Gretzky, perdieron una ventaja de 5-0 ante Los Angeles Kings . Los Kings ganaron 6-5 en tiempo extra y lograron una sorprendente sorpresa derrotando a los Oilers 3-2. Los Kings terminaron perdiendo en la segunda ronda contra los Vancouver Canucks, que avanzaron a la ronda del campeonato.
Los Toronto Maple Leafs han sido conocidos por perder ventaja en los playoffs a pesar de ganar 13 campeonatos, siendo su último campeonato en 1967 y enfrentando una sequía de victorias en series de playoffs de 19 años entre 2004 y 2022  En el juego 7 contra los Boston Bruins en los playoffs de la Copa Stanley de 2013, los Maple Leafs perdieron 5-4 en tiempo extra a pesar de liderar 4-1 durante la mayor parte del juego. En los playoffs de la Copa Stanley de 2021, los Maple Leafs desperdiciaron una ventaja de 3-1 contra los Montreal Canadiens, sufriendo su octava derrota consecutiva en juegos con potencial para asegurar la serie. El Toronto Sun publicó páginas con el título "Running Choke", y Auston Matthews y Mitch Marner recibieron críticas tras la derrota.

### Snooker
El billar, donde los nervios del jugador son un aspecto importante del juego, produce muchos casos en los que un jugador no logra cerrar un partido o no puede producir en el gran escenario. Mike Hallett lideraba 7-0 y 8-2 en la final del Masters, un partido de primero a nueve cuadros contra Stephen Hendry, antes de que Hendry regresara para ganar 9-8.
Jimmy White llegó a la final del Campeonato Mundial de Snooker seis veces y perdió cada vez contra Steve Davis, John Parrott y Stephen Hendry . En particular, perdió una ventaja de 14-8 ante Hendry en 1992, perdiendo 18-14. Dos años más tarde, falló un negro en su lugar en la final y decidió regalarle a Hendry otro título. Para colmo de males, ese día cumplía 32 años.

### Tenis
En la final de Wimbledon de 1993, Steffi Graf se enfrentó a Jana Novotná. Después de que Novotná perdiera el primer set, ganó 10 de los últimos 12 juegos, liderando 4-1 y sacando 40-30. Luego conectó los peores dos servicios de su carrera y finalmente perdió 7-6, 1-6, 6-4.

### Baloncesto
En la temporada 2015-16 de la NBA, 73-9, los Golden State Warriors perdieron unas Finales de la NBA por 3-1 ante los Cleveland Cavaliers liderados por LeBron James . Golden State, visto como un equipo muy superior, pierde tres juegos consecutivos, incluida la suspensión de Draymond Green en el juego 6.